# Ouara, Benin
Ouara är ett arrondissement i kommunen Gogounou i Benin. Den hade 9 606 invånare år 2002.